# Оксобоксо-Рівер (Коннектикут)
Оксобоксо-Рівер (англ. Oxoboxo River) — переписна місцевість (CDP) в США, в окрузі Нью-Лондон штату Коннектикут. Населення — 2955 осіб (2020).

## Географія
Оксобоксо-Рівер розташоване за координатами 41°26′42″ пн. ш. 72°7′37″ зх. д. / 41.44500° пн. ш. 72.12694° зх. д. (41.444892, -72.126947).  За даними Бюро перепису населення США в 2010 році переписна місцевість мала площу 11,64 км², з яких 11,06 км² — суходіл та 0,58 км² — водойми.

## Демографія
Згідно з переписом 2010 року, у переписній місцевості мешкало 3165 осіб у 1398 домогосподарствах у складі 826 родин. Густота населення становила 272 особи/км².  Було 1513 помешкання (130/км²).
Расовий склад населення:
| - 87,6 % — білих - 2,8 % — чорних або афроамериканців - 1,6 % — азіатів - 1,5 % — корінних американців - 2,0 % — осіб інших рас |

До двох чи більше рас належало 4,5 %. Частка іспаномовних становила 6,0 % від усіх жителів.
За віковим діапазоном населення розподілялося таким чином: 17,8 % — особи молодші 18 років, 61,0 % — особи у віці 18—64 років, 21,2 % — особи у віці 65 років та старші. Медіана віку мешканця становила 45,1 року. На 100 осіб жіночої статі у переписній місцевості припадало 100,2 чоловіків;  на 100 жінок у віці від 18 років та старших — 100,2 чоловіків також старших 18 років.
Середній дохід на одне домашнє господарство  становив 71 956 доларів США (медіана — 56 404), а середній дохід на одну сім'ю — 82 077 доларів (медіана — 69 091). Медіана доходів становила 52 031 долар для чоловіків та 41 725 доларів для жінок. За межею бідності перебувало 4,3 % осіб, у тому числі 6,4 % дітей у віці до 18 років та 2,7 % осіб у віці 65 років та старших.
Цивільне працевлаштоване населення становило 1507 осіб. Основні галузі зайнятості: роздрібна торгівля — 22,6 %, мистецтво, розваги та відпочинок — 14,5 %, виробництво — 13,5 %.